# Массад, Доминик
Доминик Массад (фр. Dominique Massad) — французский селекционер роз.
Специализируется на сортах со старинной формой цветка средних размеров. Сотрудничает с компаниями Pétales de Roses и Roseraie Guillot.
Созданные Домиником Массадом сорта роз прививаются на Rosa laxa (компанией Roseraie Guillot) и Rosa multiflora (компанией Pétales de Roses). Rosa laxa является хорошим подвоем для выращивания на известковых почвах. Доминик Массад считает, что для России более предпочтительным подвоем является Rosa multiflora. Современной тенденцией является выращивание роз на своих корнях. Возможно это является хорошим вариантом для районов с холодным климатом.

## Биография
История дома Гийо насчитывает семь поколений.
Доминик Массад является правнуком Пьера Гийо.
По профессии инженер-агроном, окончил Версальскую школу по специальности цветоводство.
Вместе с кузеном увлекался коллекционированием старинных сортов роз, созданных предками. Селекцией занялся в 25 лет, скрестив в 1980 году 'Albertine' с 'Madame Laurette Messimy' и получив маленькую розу 'Topaze' с ароматом яблока.
Любимые сорта роз: 'Souvenir de Robert Schuman', 'Sally Holmes', 'Jocelyne Salavert', 'Parc de Maupassant' и другие.